# Cherryland
Cherryland statisztikai település az USA Kalifornia államában, Alameda megyében. Lakosainak száma 15 808 fő (2020. április 1.).